# Ruby Violet Payne-Scott
Ruby Violet Payne-Scott (Grafton, Austràlia, 28 de maig del 1912 - Sydney, Austràlia, 25 de maig del 1981) fou una pionera australiana en el camp de la radiofísica solar i la radioastronomia. Cal destacar la seva lluita personal per la igualtat de gènere en l'àmbit de recerca científica.

## Infància i Joventut
Ruby Payne-Scott nasqué el 28 de maig del 1912 a Grafton, Nova Gal·les del Sud. filla de la filla de Cyril Payne-Scott i la seva esposa Amy (nascuda Neale). Ja més gran es va traslladar a Sydney per viure amb la seva tia. Allí va assistir a l'escola primària pública de Penrith (1921-24), i l'escola secundària per a noies Cleveland-Street (1925-26), abans de completar la secundària a Sydney Girls High School, on es va graduar el 1928. El seu certificat de graduació escolar va incloure honors en matemàtiques i botànica. Tot seguit, amb només 16 anys, va guanyar dues beques per dur a terme l'educació superior a la Universitat de Sydney. Es graduà en Física el 1933 amb First-Class Honour, en Matemàtiques i Física, on començà a formar-se com a investigadora. Fou la tercera dona en graduar-se dels estudis de Física. El 1936 finalitzà un Màster en Física, on participà en un projecte de Física mèdica en l'Institut de Recerca de Càncer de la Universitat de Sydney.

## Carrera professional
Del 1936 al 1938 treballà com a física a l'Institut de Recerca de Càncer. Allí va dur a terme una investigació amb William H. Love al Laboratori de Recerca del Càncer de la Universitat de Sydney. Van determinar que el magnetisme de la terra no tenia gaire o cap efecte sobre els processos vitals dels éssers que vivien a la terra cultivant embrions de pollastre sense cap diferència observable malgrat ser en camps magnètics fins a 5000 vegades més poderós que el de la terra. Algunes dècades abans, era una creença àmpliament creguda que el camp magnètic de la terra va produir efectes extensius sobre els éssers humans i molta gent només dormia amb el cap al nord i el cos paral·lel al meridià magnètic.
Quan el projecte finalitzà, hagué de canviar de professió en no tenir oportunitats com a investigadora pel fet de ser dona. Obtingué un títol de professora de la Universitat de Professors de Sydney, i tot seguit començà a ensenyar a una escola de noies al sud d'Austràlia.
Tot i tenir feina com a professora, sol·licità una plaça al Australian Wireless Amalgamated (AWA), una gran empresa que en aquell moment operava el servei sense fils d'Austràlia, donant feina a molts físics.
Payne-Scott fou la primera dona contractada en el departament de recerca. Abans d'aquesta incorporació, l'AWA havia tingut gran recel en contractar treballadores, inclús com a personal de tipografia o de neteja. Payne-Scott fou contractada com a bibliotecària, però aviat començà a participar en l'edició del diari, i s'involucrà en projectes de recerca al laboratori. Va deixar AWL'agost de 1941.

## Recerca científica
Payne-Scott tingué un paper important en el ràpid desenvolupament de la radioastronomia en la postguerra. En els set anys que exercí com a radio astrònoma del 1944 al 1951, liderà la recerca científica al mateix temps que aportà nous coneixements. Aportà contribucions de gran valor per la radioastronomia que ajudaren a posar Austràlia al capdavant d'aquesta nova ciència, que liderà durant dècades.
La cúspide de la seva carrera va ser mentre treballava per al Commonwealth Scientific and Industrial Research Organisation (en aquella època anomenat CSIR, ara conegut com a CSIRO), del govern d'Austràlia, a Dover Heights, Hornsby i especialment a Potts Hill (Sidney). Algunes de les seves contribucions fonamentals a la radioastronomia solar es van produir en aquest període. Ella va ser qui va descobrir les explosions Tipus I i Tipus III i va participar en el reconeixement de les explosions Tipus II i IV. Payne-Scott va tenir un paper destacat en l'observació del 26 de gener de 1946, quan l'interferòmetre dels alcantilats de Dover va ser utilitzat per determinar la posició i la mida angular d'una explosió solar.
Durant la Segona Guerra Mundial va treballar en investigacions secretes sobre el radar. Es va transformar en experta en la detecció d'aeronaus utilitzant pantalles PPI. També va ser membre del Partit Comunista a la mateixa època i activista pels drets de les dones. La Australian Security Intelligence Organisation (ASIO - Agència Australiana de Seguretat) estava interessada en Payne-Scott i va portar un registre exhaustiu de les seves activitats, amb algunes distorsiones.

## Vida personal
Payne-Scott era atea i feminista.
Ruby Payne-Scott i William Holman Hall es van casar en secret el 1944; per aquell temps el govern d'Austràlia havia legislat a favor d'una restricció del matrimoni, especificant que les dones casades no podien tenir un lloc permanent en el servei públic. Ella va mantenir el seu treball en el CSIRO durant el seu matrimoni fins que, el 1949, va sorgir el tema i com a conseqüència va perdre el seu lloc permanent a l'any següent després d'un extens intercanvi de notes hostils amb Sir Ian Clunies Ross, president del CSIRO. Tot i això, el seu salari es va mantenir en el mateix nivell dels seus col·legues homes. El 1951 va renunciar pocs mesos abans que nasqués el seu fill Peter, no existien les llicències per maternitat en aquesta època.
Va canviar el seu nom per Ruby Hall després de deixar el CSIRO. Ruby i Bill Hall van tenir dos fills: Peter Gavin Hall, un matemàtic especialitzat en estadístiques i teoria de les probabilitats, i Fiona Margaret Hall, artista australiana.
Ruby Payne-Scott va morir en Mortdale, Nova Gal·les del Sud, el 25 de maig de 1981, tres dies abans de complir 69 anys. Va patir la malaltia d'Alzheimer durant els seus últims anys de vida.

## Reconeixement
El 2008-2009 el CSIRO fundà els Premis Payne-Scott en honor de la seva carrera professional i vital. Els premis són atorgats a personal d'investigació científica que volen reincorporar-se al món laboral després d'un llarg període de maternitat o paternitat.